# Ida Marinelli
Ida Marinelli (Verona, 1947) è un'attrice italiana.

## Biografia
Studia alla scuola di recitazione del Piccolo Teatro e nel 1973 si unisce alla compagnia del Teatro dell'Elfo, dove viene diretta da Gabriele Salvatores. A partire dal 1982, la Marinelli comincia a lavorare con Ferdinando Bruni ed Elio De Capitani in numerosi spettacoli, tra cui La bottega del caffè (1991), Amleto (1994/1995), Sogno di una notte di mezza estate (1996), Le Coefore (1999/2000), Lo zoo di vetro (2001), Il giardino dei ciliegi (2007), Romeo e Giulietta (2008) e Il vizio dell'arte (2014).
Nel 2010 vince il suo primo Premio Ubu alla migliore attrice non protagonista per la sua interpretazione in Angels in America - Fantasia gay su temi nazionali e l'anno successivo vince il secondo per Gli studenti di storia.

## Teatro di prosa

### Attrice
- Bertoldo a corte di Massimo Dursi, regia di Gabriele Salvatores (1974)
- 1789, Scene dalla Rivoluzione francese di Ariane Mnouchkine, regia di Gabriele Salvatores (1975)
- Pinocchio Bazaar da Carlo Collodi, regia di Gabriele Salvatores (1977)
- Le mille e una notte, testo collettivo, regia di Gabriele Salvatores (1977)
- Satyricon di Ferdinando Bruni, da Petronio Arbitro, regia di Gabriele Salvatores (1979)
- Volpone di Ben Jonson, regia di Gabriele Salvatores (1979)
- Tre donne di Sylvia Plath, regia di Corinna Agustoni, Cristina Crippa e Ida Marinelli (1979)
- Dracula e il vampiro di Elio De Capitani, Ida Marinelli e Gabriele Salvatores, da Bram Stoker, regia di Gabriele Salvatores (1979)
- Il gioco degli dei di Ferdinando Bruni e Gabriele Salvatores, regia di Gabriele Salvatores (1980)
- Sogno di una notte d’estate di Gabriele Salvatores, da William Shakespeare, regia di Gabriele Salvatores (1981)
- Sognando una sirena con i tacchi a spillo di Ferdinando Bruni e Gabriele Salvatores, regia di Gabriele Salvatores (1984)
- Visi noti sentimenti confusi di Botho Strauss, regia di Elio De Capitani (1984)
- Amanti di Ferdinando Bruni, Elio De Capitani, Ida Marinelli e Gabriele Salvatores, regia di Gabriele Salvatores (1985)
- Il lago di Elio De Capitani, liberamente ispirato a Lesij di A. Čechov, regia di Elio De Capitani (1986)
- Il servo di Robin Maugham, regia di Elio De Capitani (1986)
- Sogno di una notte di mezza estate di William Shakespeare, regia di Elio De Capitani (1988)
- Le amare lacrime di Petra von Kant di Rainer Werner Fassbinder, regia di Ferdinando Bruni e Elio De Capitani (1988)
- Risveglio di primavera di Frank Wedekind, regia di Elio De Capitani (1991)
- La bottega del caffè di Rainer Werner Fassbinder, da Carlo Goldoni, regia di Ferdinando Bruni e Elio De Capitani (1991)
- Resti umani non identificati e la vera natura dell’amore di Brad Fraser, regia di Ferdinando Bruni e Elio De Capitani (1992)
- Gloria di Andrea Taddei, regia di Andrea Taddei (1993)
- Decadenze di Steven Berkoff, regia di Elio De Capitani (1993)
- Alla greca di Steven Berkoff, uno studio di Elio De Capitani (1993)
- La tragedia di Amleto principe di Danimarca di William Shakespeare, regia di Elio De Capitani (1994)
- Zozos di Giuseppe Manfridi, regia di Andrea Taddei (1994)
- Amleto di William Shakespeare, regia di Elio De Capitani (1995)
- Capodanno di Copi, regia di Ferdinando Bruni (1995)
- I rubini di una sposa fedele, uno studio di Ferdinando Bruni e Adriana Borriello, da Madame De Sade di Yukio Mishima (1996)
- Madame De Sade di Yukio Mishima, regia di Ferdinando Bruni (1997)
- Sogno di una notte di mezza estate di William Shakespeare, regia di Elio De Capitani (1997)
- I rifiuti, la città e la morte di Rainer Werner Fassbinder, uno studio di Ferdinando Bruni e Elio De Capitani (1998)
- La dolce ala della giovinezza di Tennessee Williams, regia di Lorenzo Loris (1998)
- Fedra di Agnese Grieco, da Euripide, Seneca, Ovidio, regia di Ferdinando Bruni (1998)
- Coefore – Orestiade di Eschilo, secondo Pier Paolo Pasolini, regia di Elio De Capitani (1999)
- Edoardo II di Christopher Marlowe, regia di Ferdinando Bruni e Elio De Capitani (2000)
- Bagaglio a mano di Mark Ravenhill, uno spettacolo di Ferdinando Bruni (2000)
- Lo zoo di vetro di Tennessee Williams, uno spettacolo di Ferdinando Bruni (2001)
- Alcesti di Agnese Grieco da Euripide, regia di Agnese Grieco (2022)
- East di Steven Berkoff, regia di Paola Rota e Massimo Giovara (2003)
- Baby doll di Tennessee Williams, regia di Paola Rota (2004)
- Come gocce su pietre roventi di Rainer Werner Fassbinder, uno spettacolo di Ferdinando Bruni (2005)
- Il giardino dei ciliegi di Anton Čechov, uno spettacolo di Ferdinando Bruni (2006)
- Angels in America – si avvicina il millennio di Tony Kushner, uno spettacolo di Ferdinando Bruni e Elio De Capitani (2007)
- Angels in America parte II. Perestroika di Tony Kushner, uno spettacolo di Ferdinando Bruni e Francesco Frongia (2009)
- L’ignorante e il folle di Thomas Bernhard, uno spettacolo di Ferdinando Bruni e Francesco Frongia (2008)
- Romeo e Giulietta di William Shakespeare, regia di Ferdinando Bruni (2008)
- The history boys di Alan Bennett, regia di Ferdinando Bruni e Elio De Capitani (2010)
- Cassandra di Christa Wolf, regia di Francesco Frongia (2012)
- Alice underground da Lewis Carroll, uno spettacolo di Ferdinando Bruni e Francesco Frongia (2010)
- Il vizio dell’arte di Alan Bennett, uno spettacolo di Ferdinando Bruni e Francesco Frongia (2014)
- Mr Pùntila e il suo servo Matti di Bertolt Brecht, regia di Ferdinando Bruni e Francesco Frongia (2014)
- Il giardino dei ciliegi di Anton Čechov, uno spettacolo di Ferdinando Bruni (2016)
- L’eclisse di Joyce Carol Oates, regia di Francesco Frongia (2016)
- L’importanza di chiamarsi Ernesto di Oscar Wilde, regia di Ferdinando Bruni e Francesco Frongia (2017)
- Robert e Patti di Emanuele Aldrovandi, uno spettacolo di Francesco Frongia (2018)
- Amami o sposerò un millepiedi, dalla corrispondenza tra Anton Čechov e Olga Knipper, lettura scenica di Ferdinando Bruni e Ida Marinelli (2019)
- Tre donne alte di Edward Albee, regia di Ferdinando Bruni (2022)
- La collezionista di Magdalena Barile, regia Marco Lorenzi (2025)

### Regista
- Tre donne di Sylvia Plath, regia di Corinna Agustoni, Cristina Crippa e Ida Marinelli (1979)
- l Natale di Harry di Steven Berkoff, regia di Ida Marinelli (2010)

## Filmografia
- Sogno di una notte d'estate, regia di Gabriele Salvatores (1983)
- Veleno, regia di Bruno Bigoni (1993)
- Terra Bruciata, regia di Andreas Pfaffli (1995)
- Notturno, regia di Paola Rota (2003)
- Sleeping Wonder, regia di Alberto Rizzi (2015)
- Io vivo altrove!, regia di Giuseppe Battiston (2023)

## Premi e riconoscimenti
- Premio Ubu
  - 2009/2010: Migliore attrice non protagonista per Angels in America. Seconda parte: Perestroika di Tony Kushner
  - 2010/2011: Migliore attrice non protagonista per The History Boys di Alan Bennett